# Francisco José Coelho Neto
Francisco José Coelho Neto (1830 — 1911) foi um vice-almirante brasileiro. Ocupou o cargo de ministro da Marinha do Brasil, de 5 de janeiro a 26 de junho de 1894.
Nasceu na Bahia, em 30 de outubro de 1830. Era de uma família tradicional, filho do desembargador Francisco José Coelho Neto e de Raquel Espirituosa Fernandes. 
Em 1846 ingressou na Marinha, tendo se destacado por sua participação na Guerra do Paraguai (1864-1870). Por sua atuação recebeu a medalha comemorativa da Rendição da Força Paraguaia e a medalha de prata da Passagem do Tonelero, comemorativa da campanha naval do Rio da Prata e do combate de Tonelero. 
Foi nomeado para o Ministério da Marinha pelo presidente Floriano Peixoto (1891-1894), mas permaneceu apenas cinco meses no cargo. Transferido para a reserva em 1894, no governo do presidente Prudente de Morais (1894-1898) voltou à ativa, quando foi promovido a almirante e empossado como ministro do Superior Tribunal Militar (STM), em julho de 1895. Reformado em 1898, exonerou-se a pedido do STM em fevereiro de 1911. 
Morreu pouco depois, aos 81 anos de idade, no dia 11 de agosto de 1911.